# 内航海運業法
内航海運業法（ないこうかいうんぎょうほう、昭和27年5月27日法律第151号）は、内航運送の円滑かつ適確な運営を確保することにより、輸送の安全を確保するとともに、内航海運業の健全な発達を図り、もって公共の福祉を増進することに関する日本の法律である。

## 内航運送
この法律で内航運送は、船舶（艀を含む）による海上における物品の運送であって、船積港及び陸揚港のいずれもが本邦内にあるものを指す。但し、船舶には以下を含まない。
- 櫓櫂[1]のみをもって運転し、又は主として櫓櫂をもって運転する舟
- 漁船法第2条第1項の漁船

## 内航海運業
この法律で内航海運業は、以下の事業を指すと定義されている。
- 内航運送をする事業
- 内航運送の用に供される船舶の貸渡しをする事業
- 内航運送の用に供される船舶の管理をする事業

但し、上述のうち「内航運送をする事業」には以下を含まない。
- 海上運送法に規定する旅客定期航路事業及び旅客不定期航路事業
- 港湾運送事業法に規定する港湾運送事業
- 港湾運送事業法第2条第4項の規定により指定する港湾以外の港湾において同法第3条各号に掲げる事業に相当する事業を営む事業